# Tiro de sete metros
Handebol
O tiro de 7 metros está semelhante para o handebol como o pênalti está para o futebol e o futsal. Mas, como no handebol o jogador atacante não pode entrar na área adversária, é marcado de forma diferente: quando o jogador atacante sofre falta após ter passado pela barreira adversária, ou quando um defensor está dentro da área no momento do arremesso a gol feito pelo adversário.
O tiro de 7 metros deve ser arremessado sem barreira ou impedimentos, estando apenas o goleiro à frente do gol. No ato do arremesso, o atacante não pode retirar o pé do solo, nem ultrapassar a marca dos 7 metros. Caso alguma dessas faltas seja notada, o tiro é anulado e a posse da bola passa para o time defensor.
Este tiro apenas é ordenado com a execução de uma falta grave sobre o adversário. No momento da cobrança, os jogadores da defesa e ataque deverão permanecer atrás da linha de 9 metros. O jogador que for cobrar deverá manter um pé fixo perante a linha de 7 metros, não podendo invadi-la ou mover este pé.